# Sulmona
Sulmona är en stad och kommun i provinsen L'Aquila i regionen Abruzzo, Italien. Kommunen hade 23 861 invånare (2018) och gränsar till kommunerna Bugnara, Cansano, Caramanico Terme, Introdacqua, Pacentro, Pettorano sul Gizio, Pratola Peligna, Prezza, Salle och Sant'Eufemia a Maiella.
Den romerske diktaren Ovidius föddes i Sulmona. Han står även staty på stadens torg.

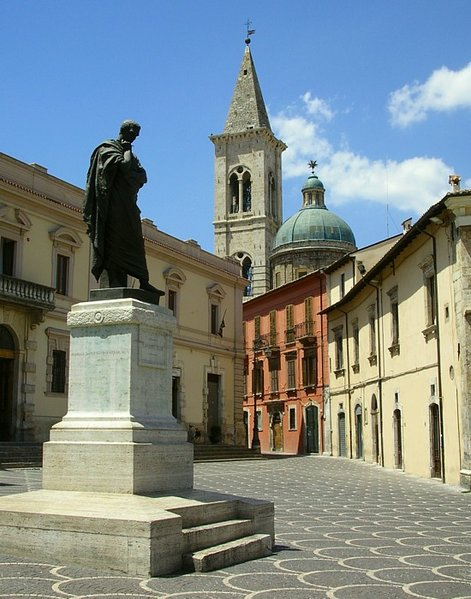
Staty över Ovidius.